# ميخائيل ماتيو
ميخائيل ماتيو (بالإنجليزية: Michael Mathieu) هو عداء سريع باهاماسي، ولد في 24 يونيو 1984 في باهاما الكبرى في باهاماس.

## وصلات خارجية
- ميخائيل ماتيو على موقع الاتحاد الدولي لألعاب القوى (الإنجليزية)
- ميخائيل ماتيو على موقع الدوري الماسي (الإنجليزية)
- ميخائيل ماتيو على موقع اللجنة الأولمبية الدولية (الإنجليزية)
- ميخائيل ماتيو على موقع أوليمبيديا (الإنجليزية)
- ميخائيل ماتيو على موقع اتحاد ألعاب الكومنولث (مؤرشف) (الإنجليزية)